# حي غرب (سوهاج)
حي غرب، هو إحدى التقسيمات الداخلية لمدينة سوهاج في محافظة سوهاج، جمهورية مصر العربية.